# Pomatostomus
Pomatostomus és un gènere d'ocells de la família dels pomatostòmids (Pomatostomidae) endèmic d'Austràlia-Nova Guinea. Les quatre espècies es distribueixen a Austràlia, i només el cridaner de coroneta grisa també es pot trobar al sud de Nova Guinea.

## Taxonomia
Era l'únic gènere de la família abans que el cridaner de Nova Guinea (Garritornis isidorei) fos classificat com un gènere separat Garritornis.
Segons la Classificació del Congrés Ornitològic Internacional (versió 15.1, 2025) aquest gènere està format per 4 espècies:
- Pomatostomus temporalis - cridaner de coroneta grisa.
- Pomatostomus halli - cridaner de Hall.
- Pomatostomus superciliosus - cridaner de coroneta bruna.
- Pomatostomus ruficeps - cridaner de coroneta roja.